# 阿南卓
阿南 卓（あなみ たく、1977年4月25日 - ）は、日本の元男子バレーボール選手。

## 来歴
大阪府藤井寺市出身。上宮高校から大阪経法大学を経て、大学在学中にサントリーサンバーズの内定選手となり、卒業後の2000年にサントリーに入団した。
サントリーでは第6回Vリーグから第10回Vリーグにかけて5連覇を経験。出場機会が増えた2006-2007プレミアリーグではチームのミドルブロッカーとして活躍し、6度目の優勝を経験した。
2008年の第57回黒鷲旗大会を最後に現役引退し、サントリーのチームマネージャーに就任した。
2014年に退任し、社業に就いている。

## 所属チーム
- 上宮高等学校
- 大阪経済法科大学
- サントリーサンバーズ（2000-2008年）